# St. Maria Helferin (Lüttelbracht)
St. Maria Helferin ist eine römisch-katholische Filialkirche in Lüttelbracht, einem Ortsteil der Gemeinde Brüggen im Kreis Viersen in Nordrhein-Westfalen. Die Kirche steht unter dem Patronat Maria, Hilfe der Christen, gehört zur Pfarre St. Peter Born und wurde 1951 nach Plänen von Eugen Schumacher und Hans Drabbels erbaut. 

## Geschichte
Die Bewohner der Ortschaften Lüttelbracht und Genholt bemühten sich bereits 1909 um eine eigene Kirche, jedoch hatten sie zunächst keinen Erfolg. Zehn Jahre später, am 11. Mai 1919 gründeten sie den St. Marien-Kirchenbauverein Lüttelbracht und Genholt, der fortan Gelder für eine neue Kirche sammelte. Erst nach dem Zweiten Weltkrieg standen genügend Mittel zur Verfügung, sodass der Kirchenbauverein die Architekten Eugen Schumacher und Hans Drabbels aus Kempen mit der Planung einer Kirche beauftragte. Nach ihren Plänen wurde schließlich 1951 die heutige Kirche erbaut. 1955 schenkte der Verein die Kirche der Pfarre St. Peter in Born, zu der sie bis heute gehört. 1985 erfolgte eine Sanierung der Kirche.

## Baubeschreibung
St. Maria Helferin ist eine einschiffige Saalkirche in Formen der Nachkriegsmoderne mit eingezogenem, rechteckigen Chor im Osten, über dessen Südwand sich der Glockenturm erhebt. 

## Ausstattung
Im Innenraum befindet sich eine bauzeitliche Ausstattung der 1950er Jahre. Im Chor ist ein raumhohes Mosaik angebracht, die Buntglasfenster sind Werke von Otto Lauterbach aus dem Jahr 1952. Die 5 Register umfassende Orgel wurde von der Orgelbauwerkstatt Oberlinger angefertigt.